# أندريه ماهي
أندريه ماهي (بالفرنسية: André Mahé)‏ مواليد 18 نوفمبر 1919 في باريس - الوفاة 19 أكتوبر 2010، كان دراج فرنسي في صنف سباق الدراجات على الطريق.

## سباقات أو مراحل فاز بها
| التاريخ        | السباق                    | المركز                      |
| -------------- | ------------------------- | --------------------------- |
| 15 سبتمبر 1946 | 1946 جراند بريكس دي نيشنز | المركز الثالث               |
| 01 يناير 1947  | 1947 Circuit de l'Aulne   | المركز الثالث               |
| 01 يناير 1948  | Tour de l'Ouest 1948      | المركز الثاني               |
| 04 أبريل 1948  | سباق باريس روبيه 1948     | التاسع في التصنيف العام     |
| 25 أبريل 1948  | باريس تورز 1948           | السادس في التصنيف العام     |
| 19 سبتمبر 1948 | 1948 جراند بريكس دي نيشنز | الخامس في التصنيف العام     |
| 18 أبريل 1949  | سباق باريس روبيه 1949     | الفائز في التصنيف العام     |
| 07 مايو 1950   | باريس تورز 1950           | الفائز في التصنيف العام     |
| 13 أبريل 1952  | سباق باريس روبيه 1952     | المركز الثالث               |
| 15 أبريل 1952  | باريس-كاممبير 1952        | السادس في التصنيف العام     |
| 02 مايو 1953   | فليش والون 1953           | المرتبة 22 في التصنيف العام |

## روابط خارجية
- أندريه ماهي على موقع أرشيف الدراجات (الإنجليزية)
- أندريه ماهي على موقع إحصائيات الدراجات الإحترافية (الإنجليزية)
- أندريه ماهي على موقع CycleBase (الإنجليزية)